# Oncy-sur-École
Oncy-sur-École ist eine französische Gemeinde mit 1037 Einwohnern (Stand: 1. Januar 2022) im Département Essonne in der Region Île-de-France. Sie gehört zum Arrondissement Évry und ist Mitglied im Gemeindeverband Communauté de communes des 2 Vallées. Die Einwohner werden Oncéens und Oncéennes genannt.

## Geographie
Oncy-sur-École liegt etwa 52 Kilometer südsüdöstlich von Paris am Fluss École. Die Gemeinde liegt im Regionalen Naturpark Gâtinais français. Umgeben wird Oncy-sur-École von den Nachbargemeinden Milly-la-Forêt im Westen im Norden, Noisy-sur-École im Osten und Süden, Tousson im Süden und Südwesten sowie Buno-Bonnevaux im Südwesten und Westen.

## Bevölkerungsentwicklung
| Jahr                       | 1962 | 1968 | 1975 | 1982 | 1990 | 1999 | 2006 | 2019 |
| Einwohner                  | 316  | 346  | 441  | 570  | 699  | 878  | 931  | 1044 |
| Quellen: Cassini und INSEE |      |      |      |      |      |      |      |      |

## Sehenswürdigkeiten

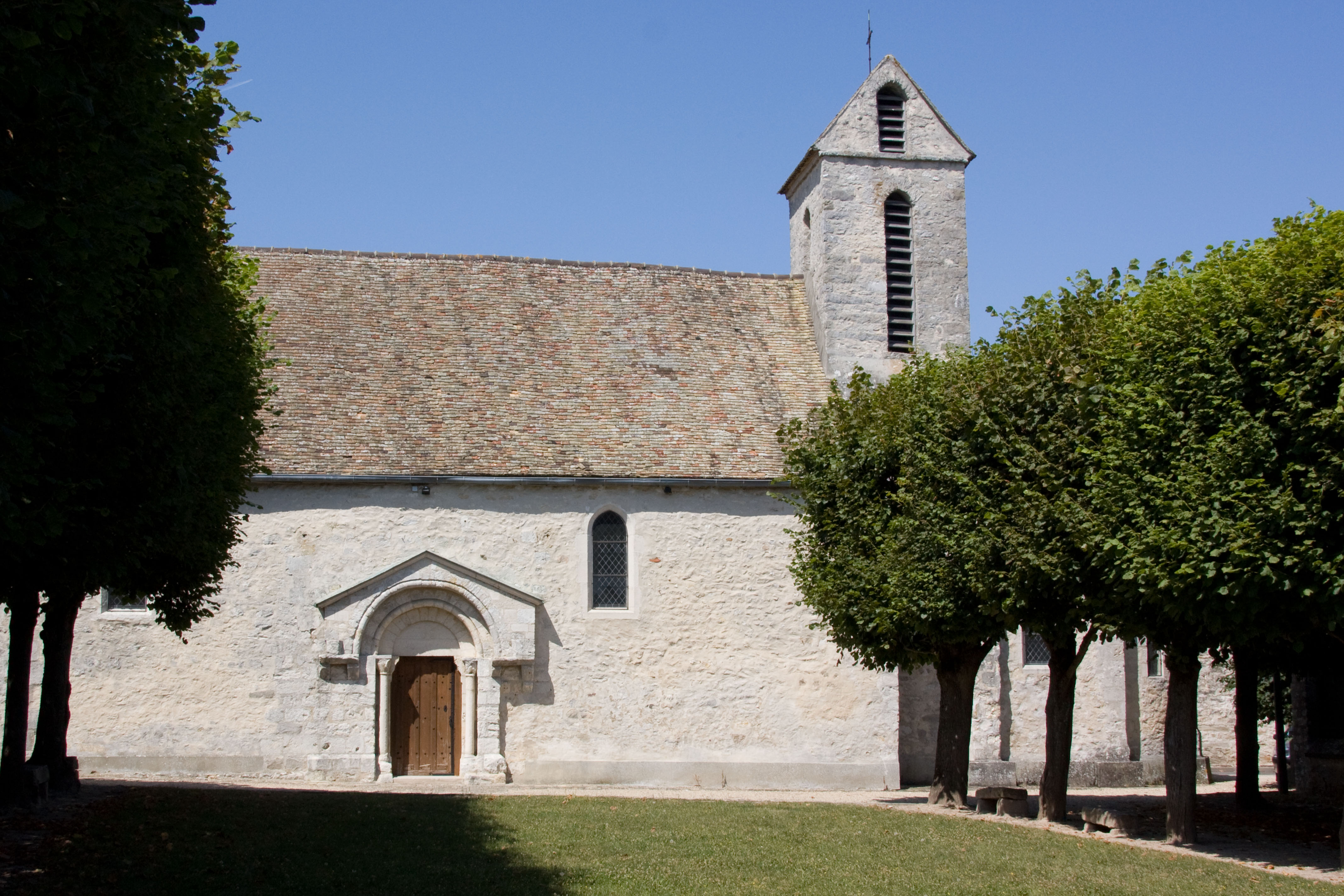
Kirche Saint-Martin

- Kirche Saint-Martin